# Valle

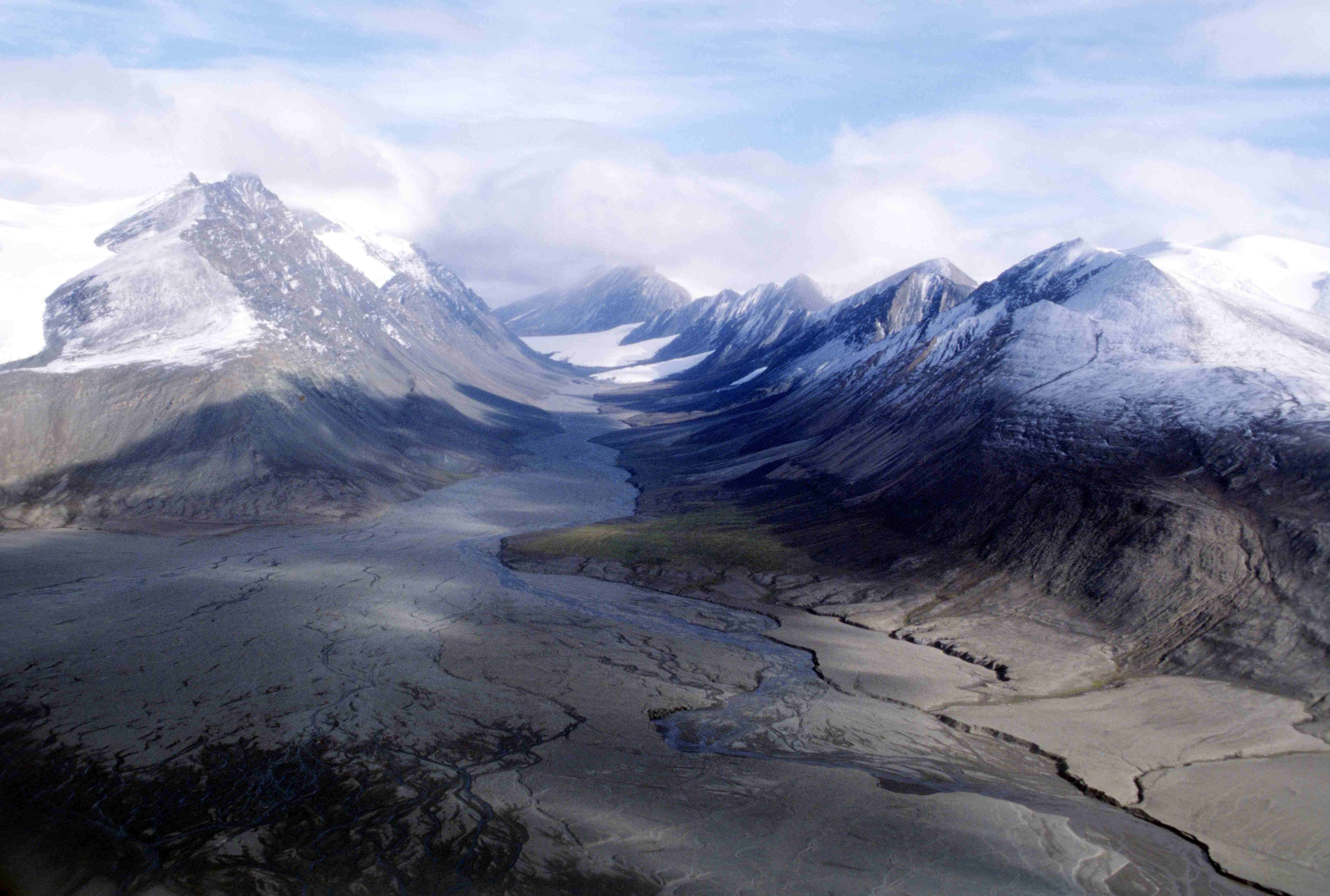
Nunavut (Canada), tipica valle glaciale.

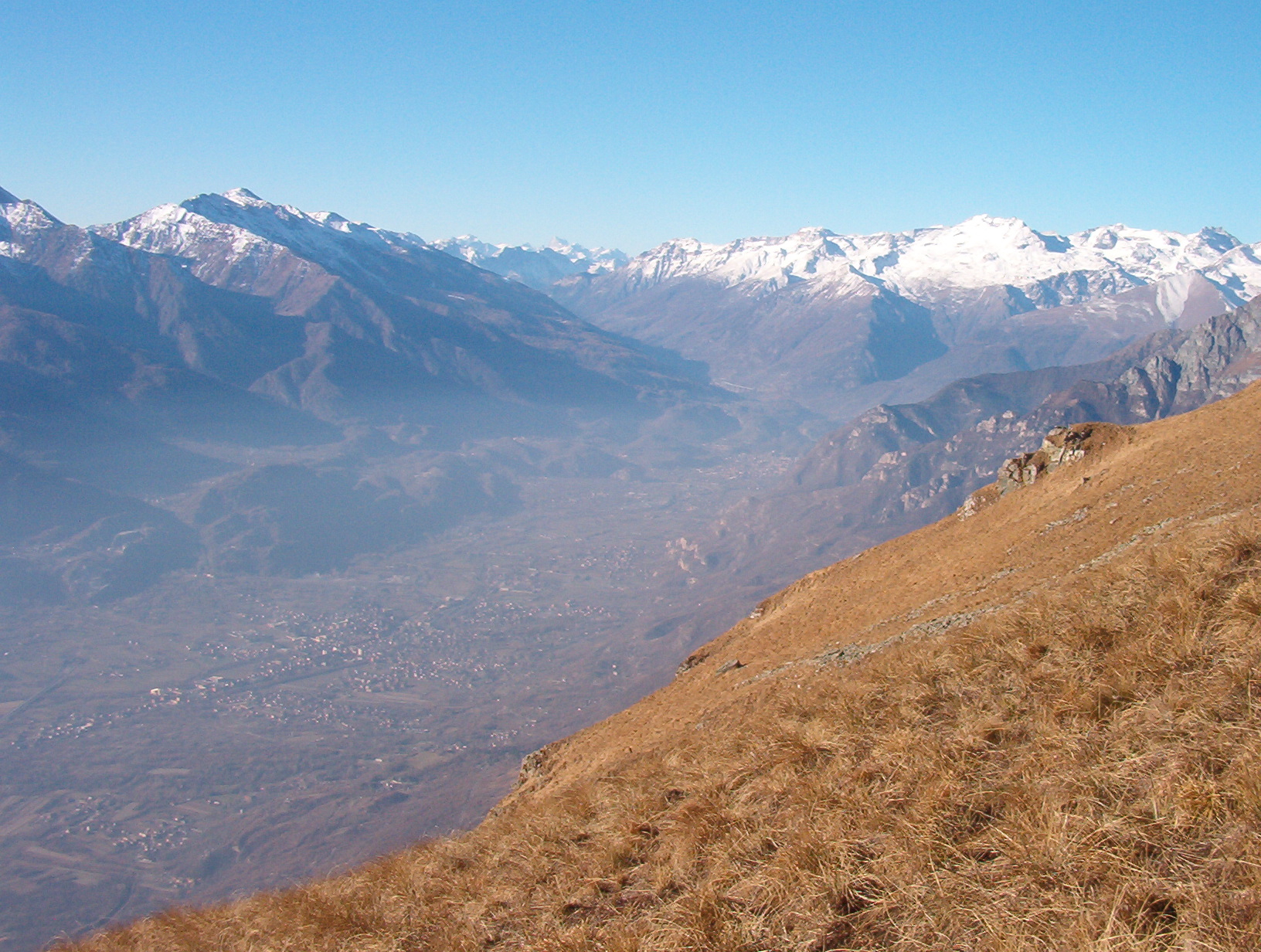
La Val di Susa (Piemonte), tipica valle fluviale.

In geografia la valle è una formazione geomorfologica del paesaggio terrestre, di ampiezza variabile, caratterizzata da una zona depressa che si estende in lunghezza fra due pendici montuose, generalmente solcata da un corso d'acqua principale, del quale costituisce il suo bacino idrografico e delimitata da altre valli/bacini attraverso linee spartiacque.
Valle in italiano può indicare anche una depressione del terreno, colma d'acqua per lo più stagnante (il termine è quindi assimilabile a quello di palude); esempi noti di questo tipo sono le Valli di Comacchio o la ex Valle del Mezzano, entrambe nel ferrarese.

## Tipologia
Le valli possono essere originate da diversi processi, quali l'azione dei ghiacciai,  l'azione erosiva di corsi fluviali e le attività tettoniche. 
Le distinzioni fra "valle a forma di U" e "valle a forma di V" sono termini descrittivi usati in geografia per caratterizzare la forma del profilo trasversale della valle. La maggior parte delle valli appartiene a uno di questi due tipi principali o a una loro mescolanza, almeno rispetto alla sezione trasversale dei pendii o versanti collinari.

### Valli glaciali

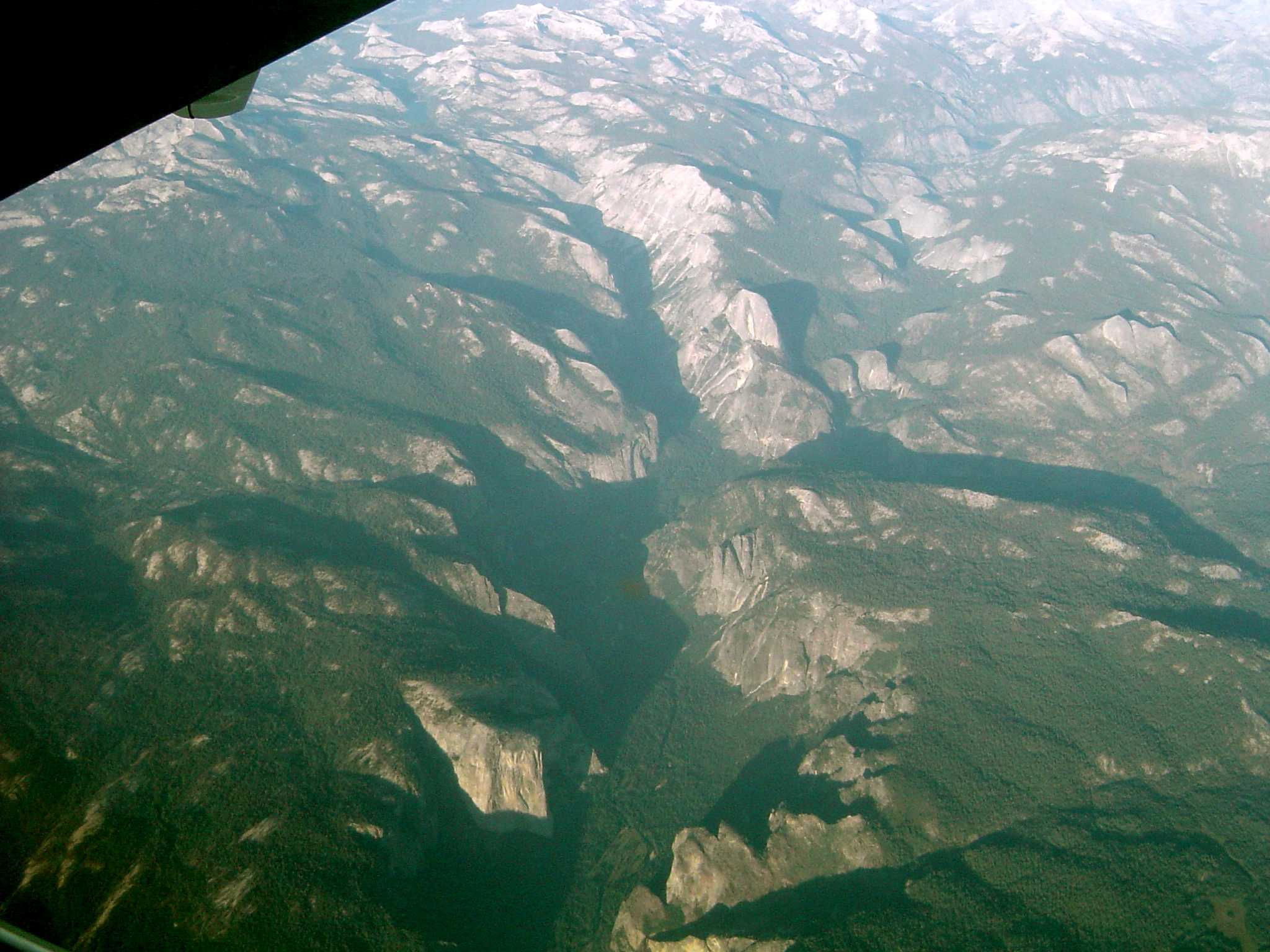
Veduta aerea della valle di Yosemite.

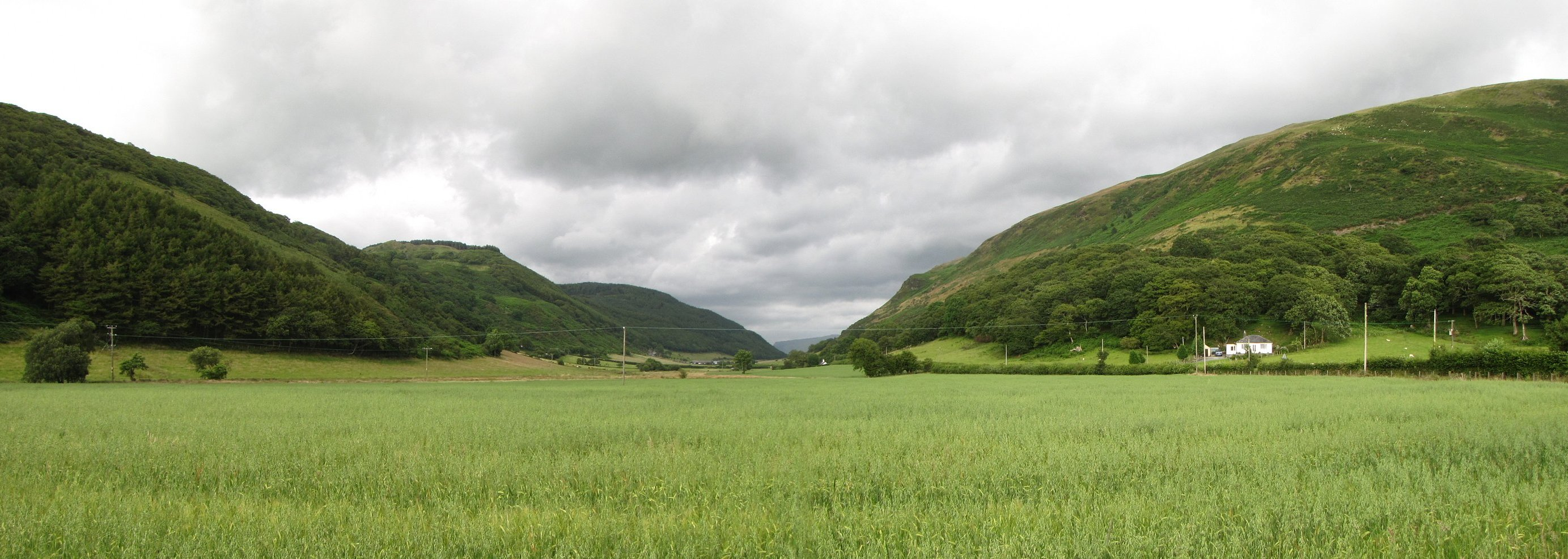
Valle a U di Tal-y-llyn a Dolgoch in Galles.

Le valli originate dai ghiacciai sono caratterizzate da una sezione trasversale ad U, a differenza delle valli formatesi per erosione fluviale, che specie nei tratti montani presentano generalmente sezioni trasversali a forma di V. Questo perché l'azione erosiva dei ghiacciai sul fondo valle è esercitata dall'intera massa, in lento e continuo movimento, su tutta la superficie di contatto tra essi e il terreno. La maggior parte delle valli di questo tipo hanno avuto origine nelle ere glaciali.
Dopo il ritiro del ghiacciaio, quando il ghiaccio recede o si scongela, resta la valle, spesso disseminata da massi erratici che venivano trasportati dal ghiaccio. Il gradiente della sua superficie non influisce sulla forma della valle, bensì sulla dimensione del ghiacciaio. I ghiacciai sono in continuo movimento - specialmente durante la glaciazione - e i ghiacciai di una certa dimensione modellano valli ampie e profondamente incise.
Esempi di valli a U si trovano in ogni regione montana che abbia subito la glaciazione, di solito durante i periodi glaciali del Pleistocene. 
La maggior parte delle valli attuali a forma di U erano preesistenti valli, originariamente a forma di V prima della glaciazione, che costituirono il tracciato morfologico su cui il ghiacciaio poté avanzare. I ghiacciai le hanno scavate più ampie e profonde, allo stesso tempo mutandone il profilo trasversale. Questo si verifica attraverso i processi di erosione glaciale in seguito alla glaciazione e all'abrasione, che si traduce nell'abbondanza di materiale roccioso (morena glaciale) trasportato precedentemente nel ghiacciaio. Sul letto della valle viene a depositarsi un materiale composto di argilla e massi (boulder clay). Quando il ghiaccio fonde e si ritira, la valle viene lasciata con fianchi molto ripidi e un ampio fondo piatto e a volte attraversata da un fiume o da un ruscello, che rimpiazza il corso d'acqua originario, noto come misfit stream (che significa corso d'acqua non adeguato alla dimensione della valle), poiché è più piccolo di quello che ci si aspetterebbe in proporzione alle dimensioni della valle.
Altre valli interessanti di formazione glaciale sono:
- La valle di Yosemite (USA)
- Le valli trasversali (o tributarie) del fiume austriaco Salzach per le loro direzioni parallele e le bocche sospese.
- Alcuni glen scozzesi[1] colmi di cespugli e fiori.
- La valle del St. Mary River nel parco nazionale dei ghiacciai (Montana, USA).

### Valli fluviali
Le valli originate da corsi fluviali sono le più comuni e la loro genesi è evidentemente legata all'azione erosiva delle acque, che è tanto maggiore quanto è più elevata la pendenza da superare. Pendenza che nel tempo varia per effetto della stessa azione erosiva alla quale è accompagnata l'azione di deposito dei materiali trasportati. Questo alternarsi continuo di erosione e depositi che costituisce la normale evoluzione dei corsi fluviali, che possono anche abbandonare la loro sede trovando vie diverse e formando nuovi alvei, determina anche la storia e la morfologia delle valli di questo tipo. La valle così formata appartiene dunque al bacino idrografico del fiume.
Una valle fluviale profonda viene a volte chiamata canyon o gola. Una valle fluviale ha di solito una forma a V. La forma esatta dipenderà dalle caratteristiche del corso d'acqua che vi scorre. I fiumi con gradienti di ripidezza, come nelle catene montuose, producono pareti ripide e fondo stretto. I versanti più bassi possono dare origine a valli più ampie e moderate, ma nell'estensione inferiore di un fiume, dove si avvicina al suo livello di base, esso inizia a depositare sedimenti e il fondo della valle diventa una pianura alluvionale.
Alcuni esempi a V sono:
- USA: Parco Nazionale del Black Canyon del Gunnison, e altre nel Parco Nazionale del Grand Canyon
- Europa alpina:
  - Austria: i passaggi stretti della valle dell'Inn (Inntal) superiore, gli affluenti dell'Enns a.s.o
  - Svizzera: regione del Napf, Oberland di Zurigo, Engadina
  - Germania: affluenti del medio corso del Reno e Mosella

Ovunque nel mondo, gli habitat naturali originari della specie umana furono le valli dei grandi fiumi, come il Nilo, il Tigri-Eufrate, il Fiume Giallo, il Gange, il Rio delle Amazzoni, il Mississippi, ecc. Nella preistoria, i fiumi venivano utilizzati come fonte di acqua potabile e cibo (pesce e altri animali acquatici), così come luogo per lavare e scaricare acque reflue. I fiumi scolpiscono le valli, le quali riparano dai venti gli abitanti con temperature più fresche durante la giornata e più calde di notte. Le prime civiltà si svilupparono da queste comunità vallive.

### Valli di origine tettonica
Le valli di origine tettonica possono presentare proporzioni enormi, come nell'esempio della Rift Valley, in quanto originate dalla progressiva separazione di due placche della crosta terrestre. La particolarità della genesi di queste valli rende impossibile la classificazione in tipi morfologici ben precisi.

### Forme di transizione e spalle vallive

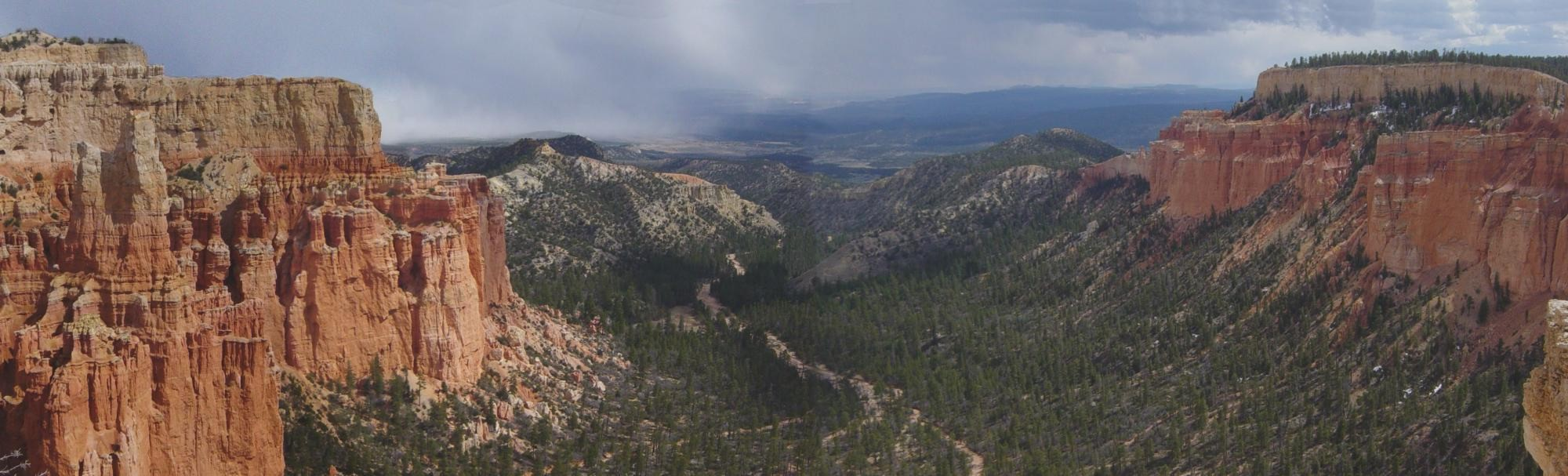
Veduta da Paria View di una valle nel Bryce Canyon, Utah, con molte sorprendenti spalle

A seconda della topografia, del tipo di roccia e del clima, esistono molte valli con forme transizionali tra V, U e pianeggianti. Il loro fondo può essere ampio o stretto, ma rilevante è anche il tipo di spalla valliva. Nella maggior parte dei casi, più estesa è un valle montana, più in basso saranno situate le sue spalle. Un'importante eccezione sono i canyon, nei quali la spalla è quasi vicina alla cima del versante vallivo. Nelle Alpi - per es. nella valle dell'Inn tirolese - le spalle sono abbastanza basse (100-200 metri sopra il fondo). Molti villaggi sono situati qui (esposti sul lato soleggiato), perché il clima è molto più mite: anche in inverno, quando la superficie valliva è completamente piena di nebbia, questi villaggi restano esposti al sole.
In alcune regioni delle Montagne Rocciose o delle Alpi (per es. Salisburgo), sottoposte a sollecitazioni tettoniche, le valli laterali sono parallele l'una all'altra e in più sospese. I ruscelli scorrono verso il fiume tra gole profonde e cascate. Di solito questo fatto è il risultato di una violenta erosione delle precedenti spalle vallive. Una genesi particolare la troviamo anche negli arête e nei circhi glaciali, in ogni glen scozzese, o fiordo settentrionale.

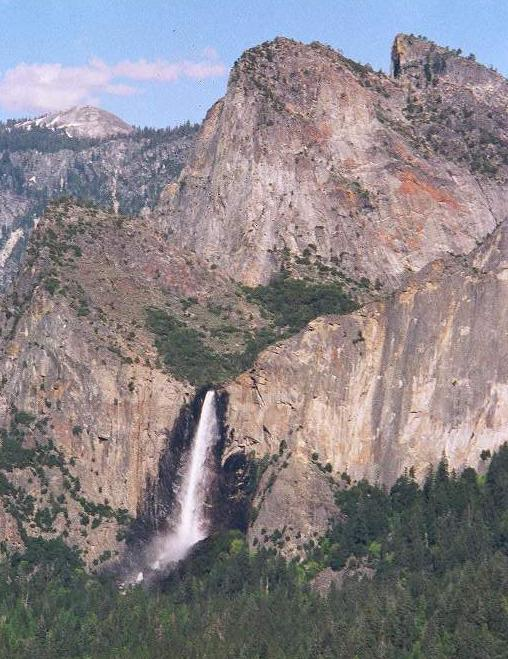
Le Bridalveil Falls nel parco nazionale di Yosemite le cui acque cadono da una valle sospesa.

### Valli sospese
Una valle sospesa è, in analogia con un sistema fluviale, una valle tributaria con un fondo posto su un rilievo più alto del "canale" principale nel quale sbocca. Questo tipo di valle è più generalmente associato alle valli a forma di U quando un ghiacciaio tributario defluisce in uno di volume maggiore. Il ghiacciaio principale erode una valle a U con pareti quasi verticali mentre il ghiacciaio tributario, con un volume minore di ghiaccio, forma una valle a U meno profonda. Poiché le superfici dei ghiacciai si trovavano originariamente alla stessa altitudine, la valle meno profonda in seguito apparirà "sospesa" sopra la valle principale. Spesso si formano cascate allo sbocco della valle superiore o nelle sue immediate vicinanze.

## Bacini vallivi
Di solito l'estensione della valle principale è vasta - indipendentemente dalla forma a U o a V. La sua larghezza in genere oscilla da circa uno a dieci chilometri ed è comunemente riempita con sedimenti montani. La forma del bacino può essere pressappoco orizzontale, simile a un cilindro o terrazzata.
Le valli tributarie sono piuttosto a forma di V che non ad U; vicino alla bocca sono possibili i clammies, se è una valle sospesa. La posizione dei villaggi dipende dal profilo della valle trasversale, dal clima e dalle tradizioni locali e dal pericolo di valanghe o frane. Predominanti sono i luoghi su terrazzi o conoidi di deiezione (se esistono).
L'ubicazione storica dei villaggi all'interno delle valli principali, tuttavia, è in genere considerata potenzialmente soggetta a inondazioni.

## Hollow
Hollow è un termine regionale utilizzato nel New England, Arkansas, Missouri e Pennsylvania per indicare una piccola valle circondata da montagne. In italiano è traducibile con valletta o conca. Gli hollow possono essere formati da valli fluviali (come il Mansfield Hollow) o possono essere crepacci rocciosi relativamente asciutti, con una caratteristica simile ai passi montani. Un hollow di questo tipo è il Boston Hollow.